# Landsmålsförening
Landsmålsföreningarna var studentföreningar vid universiteten i Uppsala, Lund och Helsingfors för uppteckning av folkmål och folktraditioner.

## Bakgrund
Landsmålsföreningarna var en yttring av samma intresse för självkännedom och svenskhet, som på andra håll fann uttryck i fornminnesföreningarna och Nordiska museet, i förening med den vetenskapliga forskningsiver som har sitt naturliga hem vid universiteten. I föreningarna samlade sig för ämnet intresserade studenter från alla fakulteter, betalade en liten terminsavgift och sammanträdde till arbete en kväll var, varannan eller var tredje vecka. Vid dessa möten upptecknades ord ur allmogemålen efter de närvarande medlemmarnas uppgifter (i lexikografisk, grammatisk eller monografisk ordning), lämnades redogörelser för grammatiska företeelser, föredrogs sagor och sägner, gåtor, visor och melodier, hölls föredrag eller gjordes anteckningar om ordspråk, seder, bruk, vidskepelse, folklekar o.s.v. 
Varje förening hade sin ordförande samt en eller flera sekreterare eller referenter. Höstterminen 1881, den sista termin, för vilken samlade uppgifter finns tillgängliga, ägde samtliga landsmålsföreningar över 400 vid universiteten närvarande medlemmar. Flera föreningar åstadkom betydande samlingar av folkmål och folktraditioner, dels resultat av arbetet inom föreningarna, dels skänkta av föreningsmedlemmar eller utom föreningarna stående personer. För att inom och utom föreningarna underhålla och väcka intresset för sin sak anordnade landsmålsföreningarna i Uppsala och Lund gång på gång allmänna möten eller fester, av vilka somliga varit offentliga. Föreningen i Helsingfors hade årsmöten med föredrag. Dels av universitetet, dels av Nyländska 
studentavdelningen fick denna förening och enskilda medlemmar av densamma ta emot betydande penningunderstöd. Uppsala- och lundaföreningarnas gemensamma intressen vårdades på vartdera stället av deras "Samfällda utskott", sammansatt av föreningarnas ordföranden.
Under 1900-talet kom de återstående svenska landsmålföreningarnas verksamhet att successivt övertas av dialekt- och ortnamnsarkiven, vilka numera utgör Institutet för språk och folkminnen.

## Historik

### Uppsala
Redan tidigare hade tanken på sådana föreningar framkastats (av Nils Tiällmann, Carl Jonas Love Almquist och Nils Gabriel Djurklou), men först 1872 kom denna tanke till utförande, då studenten av Västgöta nation i Uppsala Oscar Norén den 5 oktober stiftade Västgöta landsmålsförening. Denna följdes redan samma år av Östgöta, Södermanlands-Närkes och Smålands. Åren 1873–74 bildades ytterligare Västmanlands-Dala, Värmlands, Gotlands, Östra Smålands och Ölands landsmålsföreningar, Norrlands nations landsmåls- och fornminnesförening, Bohusläns och Hallands, Upplands samt Gästrike-Hälsinge landsmålsföreningar. Sedan efter mönstret av landsmålsföreningarna även en Förening för Stockholmsmålet 1878 uppstått, fanns alltså föreningar med väsentligen likartat syfte inom alla nationerna i Uppsala. Inom några av föreningarna låg dock tidtals all verksamhet nere. 
År 1886 sammanslöt sig i Uppsala sex föreningar (Östgöta, Södermanland-Närkes, Smålands, Gotlands, Östra Smålands och Ölands samt Norrlands) till Uppsala landsmålsförening. Ett par allmänna fackavdelningar för uppteckning om "Djuren i folkets tro och diktning’’ samt växtnamn arbetade jämte Norrlands nationsavdelning ännu 1892. Landsmålsföreningarnas arbete återupptogs senare av de landskapsvis arbetande dialekttopografiska undersökningarna. Från 1878 utgavs på uppdrag av samtliga föreningar tidskriften "Nyare bidrag till kännedom om de svenska landsmålen och svenskt folklif", senare med den kortare titeln "Svenska landsmål och svenskt folkliv". För beteckning av folkmålens språkljud antog föreningarna ett särskilt alfabet, landsmålsalfabetet, som hela tiden användes i tidskriften.

### Lund
I Lund stiftades den första landsmålsföreningen, den Skånska, 1875 genom filosofie kandidat Erik Böös. Under den följande tiden tillkom Öländska (senare kallad Ölands och Östra Smålands landsmålsförening), Blekingska och Västgöta. Inom Smålands nation bildades redan 1861 Föreningen för Smålands minnen, som väl 1868–74 fanns blott till namnet, men 1875 återupptog sitt arbete. Denna förening ägnade sig även åt historia och naturhistoria.

### Helsingfors
Svenska landsmålsföreningen i Helsingfors stiftades 1874 på inbjudan av dåvarande docenten Axel Olof Freudenthal.